# BRP Dioscoro Papa
Le BRP Dioscoro Papa (PC-381) est le onzième patrouilleur côtier de la classe Jose Andrada de la marine philippine. Il fait partie du deuxième lot de sa classe, commandé par l’intermédiaire des ventes militaires à l’étranger (FMS) des États-Unis en 1993, et a été mis en service par la marine philippine le 1er juin 1995,. Il a d’abord été désigné comme un patrouilleur rapide, et a été numéroté « DF-381 », mais plus tard, il a été redésigné comme une canonnière de patrouille, et a été renuméroté « PG-381 ». Une autre reclassification a été effectuée en avril 2016, qui l’a redésigné comme le patrouilleur côtier « PC-381 ».

## Conception
Le navire a été construit selon les normes de la Garde côtière américaine avec une coque et une superstructure en aluminium. Il est propulsé par deux moteurs Diesel Detroit Diesel Corporation 16V-92TA d’une puissance combinée d’environ 2800 ch, entraînant deux hélices et donnant une vitesse maximale de 28 nœuds (52 km/h). L’autonomie maximale est de 1200 milles marins (2200 km) à 12 nœuds (22 km/h) ou de 600 milles marins (1100 km) à 24 nœuds (44 km/h).
Le navire était conçu à l’origine pour transporter un canon de 40 mm Mk.3, un mortier de 81 mm à l’arrière et quatre mitrailleuses de 12,7 × 99 mm OTAN (calibre .50),. Au lieu de cela, il est armé d’un chain gun M242 Bushmaster de 25 mm sur un affût Mk.38 Mod.0, de quatre mitrailleuses Browning M2HB de calibre 12,7 mm sur des affûts Mk.26, dont deux positionnées à l’avant et deux à l’arrière, et de deux mitrailleuses M60 de 7,62 × 51 mm OTAN (calibre .30), toutes deux montées au milieu du navire. Le navire peut transporter 4000 cartouches de 12,7 mm et 2000 cartouches de 7,62 mm. De grandes jumelles « Big Eyes » sont également transportées sur des supports trépied, l’un sur le gaillard d'avant et l’autre juste au-dessus du mât. Faisant partie du deuxième lot (PG-379 à PG-395), il est équipé d’un chain gun M242 Bushmaster Mk.38 Mod.0 de 25 mm que le premier lot de navires ne transporte pas,,.
Le patrouilleur est équipé d’un radar de recherche et de navigation de surface Raytheon AN/SPS-64(V)11, mais avec une antenne plus petite que celles utilisées sur les plus grands navires de la marine philippine,. Comme tous les autres navires de la marine philippine, il a été équipé du système de suivi des navires de la marine philippine (VTS) par le Naval Sea Systems Command.
Un bateau pneumatique semi-rigide de 4 mètres, propulsé par un moteur hors-bord de 40 ch, est rangé au milieu du navire.

## Historique
Le 22 janvier 1996, le BRP Dioscoro Papa (alors désigné PG-381) effectuait des patrouilles anti-piraterie au large de l’île de Capones, dans la province de Zambales. Au cours de sa patrouille, il a rencontré ce que son équipage a prétendu être des navires de guerre portant des numéros d’étrave chinois et arborant des pavillons chinois qui entraient rapidement dans les eaux territoriales philippines. L’équipage du BRP Dioscoro Papa a rapporté avoir tiré des coups de semonce sur les navires, qui ont riposté, ce qui a entraîné une fusillade de 90 minutes. L’un des navires aurait tenté d’éperonner le BRP Dioscoro Papa, mais il a été repoussé en raison des pertes subies à cause des tirs du BRP Dioscoro Papa. Après avoir subi des pertes parmi leur équipage, les navires se sont enfuis en haute mer. Le BRP Dioscoro Papa a choisi de ne pas poursuivre en raison de l’épuisement de ses munitions et de son carburant au cours de la rencontre,,.
Le 11 mai 2016, le BRP Dioscoro Papa a remorqué le ML Rabson pour le ramener en sécurité à Tawi-Tawi. Le ML Rabson transportait 120 passagers qui se rendaient dans la ville de Sitangkai pour les élections, lorsqu’il a eu des problèmes de moteur et a été bloqué pendant plus de trois heures.
En mai 2018, le BRP Dioscoro Papa a participé à la « troisième activité combinée de sécurité maritime » avec la Royal Australian Navy (RAN) avec le BRP General Mariano Alvarez (PS-38), le BRP Anastacio Cacayorin, le BRP Cebu et le BRP Filipino Flojo. La RAN a envoyé pour l’exercice les navires HMAS Albany et HMAS Glenelg (ACPB 96).